# Ethobunus gracililongipes
Ethobunus gracililongipes is een hooiwagen uit de familie Zalmoxioidae.